# HH 212
HH 212 es un objeto Herbig-Haro ubicado en dirección a la constelación de Orión, a una distancia aproximada de 1400 años luz de la Tierra. El objeto se encuentra en una densa nube molecular cerca de la nebulosa Cabeza de Caballo.
En regiones como esta, las nubes de polvo y gas colapsan bajo la influencia de la gravedad. Este proceso va cada vez más rápido y el material se vuelve cada vez más caliente, hasta que la joven estrella se enciende en el centro de la nube. Cualquier resto de material se arremolina alrededor de la nueva protoestrella emergente, creando un disco de acreción hasta que, bajo circunstancias favorables, finalmente se desarrolla lo suficiente como para crear el material base para la formación de planetas, asteroides y cometas.
Aunque este proceso aún no se comprende del todo, lo que tiene en común este grupo de objetos es que la protoestrella y su disco de acreción dan lugar a chorros visibles. La estrella en el centro de HH 212 es en realidad muy joven, apenas unos pocos miles de años. Sus chorros son precisamente simétricos, con varios nodos expulsados a intervalos relativamente regulares. La regularidad sugiere que los pulsos que producen los chorros, ocurren en un período de tiempo relativamente corto, tal vez en solo 30 años. Más lejos del centro, el material expulsado encuentra resistencia, creando arcos característicos que se extienden por todo el espacio interestelar, provocados por la colisión de polvo expulsado a una velocidad de varios cientos de kilómetros por segundo con el gas interestelar.

## Nombre
Recibe el nombre HH 212, donde «HH» significa que es un objeto Herbig-Haro, y «212» es su longitud de onda predominante infrarroja de 2,12 micrones.